# 11212 Tebbutt
11212 Tebbutt è un asteroide della fascia principale. Scoperto nel 1999, presenta un'orbita caratterizzata da un semiasse maggiore pari a 2,2791179 au e da un'eccentricità di 0,1347505, inclinata di 3,12552° rispetto all'eclittica.
L'asteroide è dedicato all'astronomo australiano John Tebbutt.